# Bernd Wegner (Mathematiker)

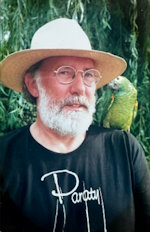
Bernd Wegner

Bernd Wegner (* 11. Februar 1942 in Berlin; † 18. Januar 2024 ebenda) war ein deutscher Mathematiker. Er war Professor für Mathematik an der Technische Universität Berlin und prägte über Jahrzehnte das Zentralblatt für Mathematik, heute Datenbank zbMATH.

## Leben und Wirken
Bernd Wegner wuchs im Nachkriegs-Berlin in einfachen Verhältnissen auf. Er legte am Humboldt-Gymnasium Berlin das Abitur ab und begann 1961 ein Mathematik-Studium an der Technische Universität Berlin (TUB). Nach dem Diplom 1966 wurde Bernd Wegner an der TUB Assistent am Lehrstuhl für Geometrie von Kurt Leichtweiß. 1970 promovierte er bei ihm mit der Arbeit „Beiträge zur Differentialgeometrie transnormaler Mannigfaltigkeiten“. Es folgten zahlreiche weitere Veröffentlichungen in diesem Gebiet. Bereits 1972 wurde er an der TUB zum Professor berufen und übernahm Vorlesungen in Differentialgeometrie und Topologie, später auch in der mathematischen Physik. Er blieb der TUB bis zu seiner Emeritierung 2007 treu.
Neben seiner Tätigkeit an der TU Berlin gewann für Bernd Wegner die Tätigkeit am Zentralblatt für Mathematik (Zbl) immer mehr an Bedeutung. Dort war er zunächst Fachredakteur für Topologie und Globale Analysis und wurde 1974 dessen Chefredakteur. Das Zbl litt nach 1945 an den Nachwehen der Nazizeit und dem damit einhergehenden Bedeutungsverlust. Unter der 37-jährigen Ägide Wegners, die durch die Teilung Deutschland eine notwendige strukturelle Reorganisation des Zbl und die Digitalisierung des Zbl umfasste, wurde es wieder zu einem unentbehrlichen Werkzeug für die Information über die weltweit publizierten mathematischen Forschungsergebnisse.
Bernd Wegner erkannte frühzeitig das Potential elektronischer Information und Kommunikation für die Mathematik und insbesondere des Zbl und initiierte eine Vielzahl von internationalen Projekten und Tagungen zum Aufbau innovativer elektronischer Dienste und Bibliotheken in der Mathematik. Er leitete das Projekt zur Digitalisierung des Jahrbuch über die Fortschritte der Mathematik, der ersten mathematischen Referatezeitschrift. Für die mathematischen Fachgesellschaften war und ist der Zugang zur mathematischen Literatur eine zentrale Aufgabe, der auch den Zugang zu den Volltexten wichtiger mathematischer Fachzeitschriften umfasste. In der European Mathematical Society übernahm Bernd Wegner den Vorsitz verschiedener Kommissionen zur elektronischen Information und Kommunikation.
In den 1990er Jahren war Wegner Mitherausgeber des Journals Beiträge zur Algebra und Geometrie.

## Auszeichnungen und Ehrungen
- 2016: Ehrendoktorwürde der Ionischen Universität Korfu.[1]

## Schriften
- mit H. Huck, Rainer Roitzsch, Udo Simon, Wilhelm Vortisch, Rainer Walden, Wolfgang Wendland: Beweismethoden der Differentialgeometrie im Großen, Lecture Notes in Mathematics. 335. Berlin-Heidelberg-New York: Springer-Verlag, 1973
- Kennzeichnungen von Räumen konstanter Krümmung unter lokal konform Euklidischen Riemannschen Mannigfaltigkeiten, Geom. Dedicata 2, 269-281, 1973
- Codazzi-Tensoren und Kennzeichnungen sphärischer Immersionen, J. Differ. Geom. 9, 61-70, 1974
- mit Dirk Ferus, Wolfgang Kühnel, Udo Simon: Global differential geometry and global analysis. Proceedings of the Colloquium held at the Technical University of Berlin, 1979
- Morse theory for distance functions to affine subspaces of Euclidean spaces, Differential geometry and its applications, Proc. Conf., Nové Město na Moravě/Czech. 1983, 165-168, 1984
- Some global properties and constructions for closed curves in the plane, Geom. Dedicata 29, No. 3, 317-326, 1989
- mit Karl-Eberhard Hellwig: Mathematik und Theoretische Physik I. Ein integrierter Grundkurs für Physiker und Mathematiker, de Gruyter, Berlin, 1992
- mit Karl-Eberhard Hellwig: Mathematik und Theoretische Physik II. Ein integrierter Grundkurs für Physiker und Mathematiker, de Gruyter, Berlin, 1993
- mit Yaakov Kupitz, Horst Martini: A linear-time construction of Reuleaux polygons, Beitr. Algebra Geom. 37, No.2, 415-427, 1996
- mit Olaf Teschke, Dirk Werner: 80 years of Zentralblatt MATH. 80 footprints of distinguished mathematicians in Zentralblatt. With an essay by Silke Göbel, Berlin: Springer (ISBN 978-3-642-21171-3 / pbk; ISBN 978-3-642-21172-0 / ebook). 194 p., 2011
- mit Silke Göbel, Wolfram Sperber: 150 Jahre – ein Rückblick auf das Jahrbuch über die Fortschritte der Mathematik, Mitt. Dtsch. Math.-Ver. 28, No. 2, 95-107, 2020